# Natália Bernardo
Natália Bernardo dos Santos, née le 25 décembre 1986 à Luanda est une joueuse internationale angolaise de handball. En 2020, pour sa quatrième participation aux Jeux olympiques, elle est, avec Matias Montinho, la porte-drapeau de l'Angola aux Jeux olympiques d'été de 2020.

## Biographie
Elle est la demi-sœur des joueuses de handball Marcelina Kiala et Luisa Kiala.

## Palmarès

### En club
Compétitions internationales
- vainqueur du Super globe féminin en 2019 (avec CD Primeiro de Agosto)
- Vainqueur de la Ligue des champions d'Afrique (19) : 2005, 2006, 2007, 2008, 2009 (en), 2010 (en), 2011 (en), 2012 (en), 2013 (en), 2016 (en), 2017, 2018, 2019, 2022, 2023
- Vainqueur de la Coupe d'Afrique des vainqueurs de coupe : 2008, 2009, 2010, 2011, 2012, 2013, 2014, 2017, 2019
- Vainqueur de la Supercoupe d'Afrique : 2005, 2006, 2007, 2008, 2009, 2010, 2011, 2012, 2013, 2014, 2017, 2018, 2019, 2021, 2024

Compétitions nationales
- Vainqueur du Championnat d'Angola : 2005, 2006, 2007, 2008, 2009, 2010, 2012, 2017, 2019, 2022, 2023
- Vainqueur de la Coupe d'Angola : 2006, 2007, 2008, 2010, 2011, 2012, 2013, 2014, 2016
- Vainqueur de la Supercoupe d'Angola : 2008, 2009, 2010, 2011, 2012, 2013, 2014, 2015

### En équipe nationale
Jeux olympiques
- 12e place aux Jeux olympiques 2008
- 10e place aux Jeux olympiques 2012
- 8e place aux Jeux olympiques 2016
- 10e place aux Jeux olympiques 2020
- 9e place aux Jeux olympiques 2024

Championnats du monde
- 11e place au Championnat du monde 2009
- 8e place au Championnat du monde 2011[2]
- 16e place au Championnat du monde 2013[3]
- 16e place au Championnat du monde 2015[4]
- 15e place au Championnat du monde 2019
- 15e place au Championnat du monde 2023

Championnats d'Afrique 
- Médaille d'or au Championnat d'Afrique 2012
- Médaille d'or au Championnat d'Afrique 2016
- Médaille d'or au Championnat d'Afrique 2021
- Médaille d'or au Championnat d'Afrique 2022

Jeux africains
- Médaille d'or aux Jeux africains 2011
- Médaille d'or aux Jeux africains 2019

## Distinctions personnelles
- Élue meilleure joueuse du Championnat d'Afrique 2016
- Élue meilleure ailière gauche du championnat d'Afrique 2022[5]